# Чанкпе-Опі (Південна Дакота)
Чанкпе-Опі (англ. Wounded Knee) — переписна місцевість (CDP) в США, в окрузі Оглала-Лакота штату Південна Дакота. Населення — 364 особи (2020).

## Географія
Вундед-Ні розташований за координатами 43°8′37″ пн. ш. 102°22′6″ зх. д. / 43.14361° пн. ш. 102.36833° зх. д. (43.143548, -102.368236).  За даними Бюро перепису населення США в 2010 році переписна місцевість мала площу 2,77 км², уся площа — суходіл.

## Демографія
Згідно з переписом 2010 року, у переписній місцевості мешкали 382 особи в 69 домогосподарствах у складі 61 родини. Густота населення становила 138 осіб/км².  Було 73 помешкання (26/км²).
Расовий склад населення:
| - 100,0 % — корінних американців |

До двох чи більше рас належало 0,0 %. Частка іспаномовних становила 1,8 % від усіх жителів.
За віковим діапазоном населення розподілялося таким чином: 40,6 % — особи молодші 18 років, 56,8 % — особи у віці 18—64 років, 2,6 % — особи у віці 65 років та старші. Медіана віку мешканця становила 22,3 року. На 100 осіб жіночої статі у переписній місцевості припадало 86,3 чоловіків;  на 100 жінок у віці від 18 років та старших — 92,4 чоловіків також старших 18 років.
Цивільне працевлаштоване населення становило 10 осіб. Основні галузі зайнятості: науковці, спеціалісти, менеджери — 100,0 %.